# UAE Badminton Federation
Die UAE Badminton Federation ist die oberste nationale administrative Organisation in der Sportart Badminton in den Vereinigten Arabischen Emiraten. Sitz des Verbandes ist Dubai.

## Geschichte
Der Verband wurde unter dem Banner der General Authority of Sports (GAS) und des UAE National Olympic Committee formal im Dezember 2021 ins Leben gerufen. Zuvor agierte der Verband seit März 2016 als Badminton Committee in der UAE Table Tennis and Badminton Association. Der Verband ist Mitglied der Badminton World Federation und der Badminton Asia Confederation. Der Verband wird durch die Badmintonnationalmannschaft der Vereinigten Arabischen Emirate repräsentiert.

## Persönlichkeiten
- Noura Hassan Al Jasmi, Präsidentin

## Bedeutende Veranstaltungen, Turniere und Ligen
- Dubai International
- Dubai Juniors
- Einzelmeisterschaften
- Mannschaftsmeisterschaften
- Juniorenmeisterschaften